# أبو شلوغ (جفال)
أبو شلوغ (بالفارسية: ابوشلوگ) هي قرية تقع في إيران في قسم جفال الريفي. يقدر عدد سكانها بـ 337 نسمة بحسب إحصاء 2016.